# Dąbrowa Miejska (przystanek kolejowy)
Dąbrowa Miejska – przystanek (od 2021 na żądanie) kolei wąskotorowej w Bytomiu, na terenie dzielnicy Stroszek-Dąbrowa Miejska, w pobliżu restauracji „Pod Dębem”.
Na przystanku w sezonie wakacyjnym zatrzymują się pociągi turystyczne kursujące na trasie Bytom–Tarnowskie Góry–Miasteczko Śląskie umożliwiające podróżnym dojazd m.in. do Zabytkowej Kopalni Srebra oraz nad Zalew Nakło-Chechło.